# Read Bridge

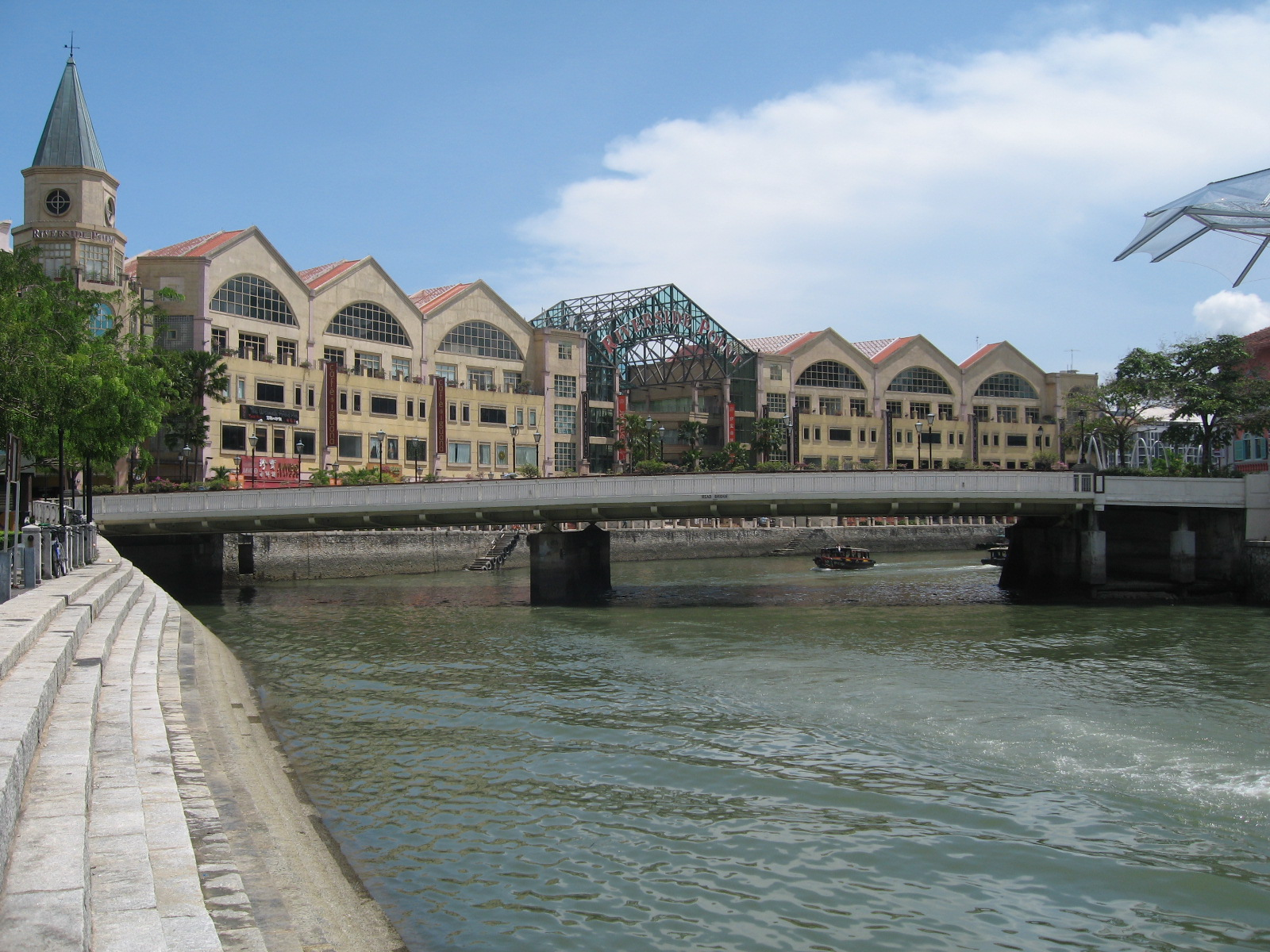
Read Bridge

Die Read Bridge ist eine Fußgänger- und Radfahrerbrücke über den Singapore River in Singapur. Sie überquert den Fluss beim Clarke Quay nordwestlich des Zentrums des Planungsgebiets Singapore River. Sie wurde erbaut, um die älteren Brücken Merchant Bridge und ebenfalls die Tock Seng’s Bridge zu ersetzen, die den neuen Verkehrsverhältnissen nicht mehr entsprachen.
Die Brücke, die zwischen 1881 und 1889 erbaut wurde, ist eine trägergestützte Brücke, wurde nach dem Politiker William Read benannt. Früher wurde sie auch Malacca Bridge genannt, abgeleitet aus dem malaysischen Jembatan Kampong Melaka (für „Malaccan Village Bridge“ nach dem Namen einer damaligen Siedlung nahe der Merchant Road) und was auch dem chinesischen Namen Kam-kong ma-la-kah kio (in Hokkien) entspricht.